# De-Kastri
De-Kastri in russo Де-Кастри? è una città della Russia, situata nel Kraj di Chabarovsk. È collocata sulla riva del Golfo di Čichačëv (ex Golfo De-Kastri) sul Mar del Giappone.

## Storia
De-Kastri fu così chiamata secondo l'antico nome del Golfo di Čichačëv sul quale sorge la cittadina. Il golfo fu scoperto da Jean-François de La Pérouse nel 1787 che gli diede questo nome in onore del finanziatore della spedizione, Charles Eugène Gabriel de la Croix, marchese di Castries, allora segretario di Stato della Marina. Il golfo rappresenta un comodo porto naturale, di grande valore dal punto di vista bellico.